# Pump It Up! feat.TAKUMA THE GREAT
「Pump It Up! feat.TAKUMA THE GREAT」（パンプ・イット・アップ・フィーチャリング・タクマザグレート）は、2024年7月24日にエイベックス・エンタテインメント（SONIC GROOVEレーベル）から発売された日本の男性ダンス&ボーカルグループDA PUMPの38枚目のシングルである。

## 概要
表題曲「Pump It Up! feat.TAKUMA THE GREAT」は、2024年パリオリンピックで新種目となったブレイキンのアンセムソングとして、日本ダンススポーツ連盟ブレイクダンス本部（以下、JDSF）と共同制作された楽曲である。このコラボレーションはKENZOがJDSFの公式アンバサダーを務めていたことをきっかけに始動した。本作のテーマであるブレイキンはDA PUMPのルーツでもあり、ISSAは「バック・トゥ・ザ・ベーシック」という感覚を持って制作に臨んだと語っている。
本作にはフィーチャリングアーティストとして4か国語を操るマルチリンガルラッパーのTAKUMA THE GREATが参加している。TAKUMAは歌唱のほかラップの作詞も担当した。ISSAは本作をグローバルな作品にしたいと考えており、ネイティブな英語を使えるTAKUMAを起用したと語っている。ブレイキンをはじめとしたヒップホップをテーマとした歌詞となっており、「アップロック」「ウィンドミル」といったブレイキンの技名や、バズ・ライトイヤーのセリフ「To infinity and beyond!」がサンプリングされたフレーズも登場する。
作曲は過去にDA PUMPのプロデューサーを務め、「if...」をはじめとした代表曲を手掛けたm.c.A・Tと、フィンガードラム奏者のKO-neyが担当した。ISSAはラップとサビを盛り上げ、聞かせる楽曲ではなく楽曲自体のパワーを重視したものにしたいと考えていたため、m.c.A・Tに「メロディーを少なく」とオーダーし、歌唱部分がかなり少なくなっている。
また、本作はJDSFのオフィシャルパートナーである東急不動産ホールディングスのタイアップCMに起用された。CMはShibuya Sakura Stageで撮影され、JDSF強化選手であるShigekix、ISSIN、HIRO10、AYUMI、RIKOが出演した。DA PUMPが共演するバージョンも制作され、Shibuya Sakura Stageのストリートビジョンや、渋谷スクランブル交差点5面ビジョンにて放映された。
初回限定盤と通常盤に共通して収録されたカップリング曲「Unstoppable」はNHKのテレビアニメ『アニ×パラ〜あなたのヒーローは誰ですか〜』の第18弾「魔入りました！入間くん×ゴールボール」のテーマソングとして起用された。作詞・作曲は今井了介が担当した。今井の得意なドラム主体の曲調となっており、歌詞はゴールボールの選手を思い浮かべたものとなっている。
通常盤のみに収録されたカップリング曲「OLD SCHOOL HUSTLE」はラグーナテンボスの夏プールCMタイアップ曲として起用された。

## ミュージックビデオ
「Pump It Up! feat. TAKUMA THE GREAT」のミュージックビデオは2024年6月12日にYouTubeにて公開された。ヒップホップの3大要素である「DJ・Breaking・Graffiti」がモチーフとなった映像となっている。タイアップCMに引き続き、JDSF強化選手のShigekix・ISSIN・HIRO10・AYUMI・Rikoに加え、ブレイキン全日本ジュニアで優勝したyu_shinがダンサーとして出演している。またフィーチャリングアーティストのTAKUMA THE GREAT、作編曲に携わったKO-ney、DJ Teeも出演している。

## リリース・プロモーション
「Pump It Up! feat. TAKUMA THE GREAT」は2024年2月18日、NHKホールにて開催されたJDSF第5回全日本ブレイキン選手権（DAY2）にて初披露された。ステージではジュニア選手とのコラボレーションも行われた。
6月11日には各種音楽配信サイトにて先行配信が開始。6月14日にはミュージックステーションにてテレビ初披露され、Shigekixとのコラボレーションが行われた。
7月24日に初回限定盤2形態、通常盤1形態で発売される。
7月24日から8月18日にかけて、本作のリリース記念イベントが開催され、ミニライブとハイタッチ会が行われた。開催日時、場所は以下の通り。
- 7月24日、サンシャインシティ
- 7月27日、神戸ハーバーランド
- 7月28日、アスナル金山
- 8月3日、イオンレイクタウン
- 8月4日、ラゾーナ川崎プラザ
- 8月18日、イオンモール幕張新都心

## 収録曲

### 初回限定盤
| #         | タイトル                              | 作詞                       | 作曲・編曲 | 作曲・編曲       | 時間  |
| --------- | ------------------------------------- | -------------------------- | ---------- | ---------------- | ----- |
| 1.        | 「Pump It Up! feat.TAKUMA THE GREAT」 | TAKUMA THE GREAT、m.c.A・T |            | m.c.A・T、KO-ney | 03:30 |
| 2.        | 「Unstoppable」                       | 今井了介                   |            | 今井了介         | 04:36 |
| 合計時間: | 合計時間:                             | 合計時間:                  | 合計時間:  | 8:06             |       |

| #  | タイトル                                                 | 作詞 | 作曲・編曲 |
| -- | -------------------------------------------------------- | ---- | ---------- |
| 1. | 「Pump It Up! feat.TAKUMA THE GREAT (MUSIC VIDEO)」      |      |            |
| 2. | 「Pump It Up! feat.TAKUMA THE GREAT (BEHIND THE SCENE)」 |      |            |

### 通常盤
| #         | タイトル                                            | 作詞                       | 作曲・編曲 | 作曲・編曲                | 時間  |
| --------- | --------------------------------------------------- | -------------------------- | ---------- | ------------------------- | ----- |
| 1.        | 「Pump It Up! feat.TAKUMA THE GREAT」               | TAKUMA THE GREAT、m.c.A・T |            | m.c.A・T、KO-ney          | 03:30 |
| 2.        | 「Unstoppable」                                     | 今井了介                   |            | 今井了介                  | 04:36 |
| 3.        | 「OLD SCHOOL HUSTLE」                               | JUN                        |            | David Arkwright、Throttle | 02:59 |
| 4.        | 「Pump It Up! feat.TAKUMA THE GREAT」(INSTRUMENTAL) |                            |            | m.c.A・T、KO-ney          | 03:28 |
| 合計時間: | 合計時間:                                           | 合計時間:                  | 合計時間:  | 14:33                     |       |